# Lisbela e o Prisioneiro
Lisbela e o Prisioneiro é um filme de comédia romântica brasileiro de 2003, dirigido por Guel Arraes a partir de um roteiro escrito por ele, Pedro Cardoso e Jorge Furtado. Trata-se de uma adaptação do livro homônimo escrito por Osman Lins. O filme conta com Selton Mello, Débora Falabella, Virgínia Cavendish, Bruno Garcia, André Mattos, Tadeu Mello e Marco Nanini nos papéis principais. O longa conta a história de Leléu, um malandro aventureiro e conquistador, que, fugindo de um matador traído em busca de vingança, apaixona-se por Lisbela, mocinha sonhadora que adora ver filmes norte-americanos e sonha com os heróis do cinema. A história se passa no século XX no estado de Pernambuco.
O filme é uma produção da Globo Filmes e da Natasha Filmes, junto com o estúdio Twentieth Century Fox. Foi filmado na capital de Pernambuco, no bairro da Boa Vista.
Foi a terceira adaptação audiovisual da obra, que anteriormente fora adaptada para a televisão como episódio do Caso Especial em 1993 e como uma peça de teatro em 2001, ambas dirigidas por Guel Arraes. É o primeiro longa-metragem de Arraes feito especificamente para o cinema; seus filmes anteriores, O Auto da Compadecida (2000) e Caramuru - A Invenção do Brasil (2001), eram adaptações de minisséries exibidas pela TV Globo. Uma lata com negativos originais do filme foi perdida no laboratório Mega Color, forçando-o a rodar novamente as cenas que ali estavam.[carece de fontes?]

## Sinopse
A jovem Lisbela está noiva e de casamento marcado, quando o malandro Leléu chega à cidade. O casal se encanta e passa a viver uma história cheia de personagens tirados do cenário nordestino: Inaura, uma mulher casada e sedutora, que tenta atrair o herói e trair o marido valentão e "matador" Frederico Evandro; um pai severo e chefe de polícia, Tenente Guedes; um pernambucano com sotaque carioca e gírias paulistas, Douglas, visto sob o prisma do humor regional; e um "cabo de destacamento", Cabo Citonho, que é suficientemente astuto para satisfazer os seus apetites.
Lisbela e Leléu vão sofrer pressões da família, do meio social e também com as suas próprias dúvidas e hesitações. Mas, em uma reviravolta final, cheia de bravura e humor, eles seguem seus destinos. Como a própria Lisbela diz, a graça não é saber o que acontece. É saber como acontece e quando acontece.

## Elenco
- Selton Mello - Leléu Antônio da Anunciação
- Débora Falabella - Lisbela de Nogueira e Lima
- Virginia Cavendish - Inaura
- Marco Nanini - Frederico Evandro
- Bruno Garcia - Douglas
- André Mattos - Tenente Guedes
- Tadeu Mello - Cabo Citonho
- Lívia Falcão - Francisquinha do Antão
- Heloísa Périssé - Prazeres
- Paula Lavigne - Sumara / Monga, a Mulher Gorila
- Aramis Trindade - Jurado
- Carlos Casagrande - Steve
- Michelle Birkheuer - Marion
- Cláudio Perotto - Vilão: Doctor Klaus Nazista, Gênio da Lâmpada, Cowboy, Marido Traído
- Luisa Arraes - Dama de honra
- Jorgeh Ramos - Narrador
- Luiz Carlos de Moraes - vozes do seriado
- Armando Tiraboschi - vozes do seriado
- Marília Gabriela - vozes adicionais

## Produção
Foi a terceira versão da obra de Osman Lins adaptada por Guel Arraes; em 1994, Arraes, Pedro Cardoso e Jorge Furtado roterizaram uma versão compactuada da história como um episódio especial do programa Caso Especial, exibido pela TV Globo. No elenco, estavam Diogo Vilela como Leléu; Giulia Gam como Lisbela; Cláudia Raia como Inaura; Edson Celulari como Douglas; Pedro Paulo Rangel como Citonho; Francisco Milani como Tenente Guedes; e Marco Nanini como Frederico Evandro.
Em 2001, Arraes tinha planos para escrever uma nova versão da história, adaptando-a como minissérie. A ideia não se concretizou, e ao invés disso, ele levou a história para o teatro; a montagem rodou o Brasil e fez sucesso entre os telespectadores. No elenco, destacaram-se Bruno Garcia como Leléu; Virgínia Cavendish como Lisbela; Lúcio Mauro Filho como  Douglas; Emiliano Queiroz como Tenente Guedes; Tadeu Mello como Citonho; e Marcos Oliveira como Frederico Evandro.
A boa recepção do público fez Arraes querer adaptar Lisbela e o Prisioneiro para o cinema; o roteiro foi novamente escrito em parceria com Cardoso e Furtado. Segundo Arraes, 30% da história do livro foi mantido no filme, enquanto o restante são ideias e situações novas exibidas na peça e no especial de 1993. Tadeu Mello e Lívia Falcão retornaram com os mesmos papéis vividos no teatro; enquanto Bruno Garcia e Virgínia Cavendish assumem os personagens Douglas e Inaura. Marco Nanini, que participou do especial em 1993, volta a interpretar o vilão Frederico Evandro, desta vez com uma nova roupagem, inspirada no visual do cantor Waldick Soriano.

## Recepção
Érico Borgo em sua crítica para o Omelete disse que o filme é "um digno exemplar do cinema popular brasileiro, que deve encantar a grande maioria dos espectadores."

## Trilha sonora
A trilha sonora é assinada pelo músico consagrado André Moraes e pelo diretor teatral João Falcão e traz nomes como Sepultura, Zé Ramalho, Caetano Veloso e Elza Soares. Um DVD com a apresentação ao vivo de todos os músicos também foi lançado. Porém, alguns artistas, como a banda Los Hermanos, que interpreta a canção "Lisbela", de José Almino e Caetano Veloso, não figuram por motivos contratuais. A trilha é um sucesso de vendas e até o ano de 2021 é a trilha de filmes brasileiros mais vendida de todos os tempos.
A banda Os Condenados, que executa a canção "Para o Diabo os Conselhos de Vocês" (antigo sucesso do cantor Paulo Sérgio), é uma banda fictícia criada especialmente para o filme e liderada por Clarice Falcão, filha do produtor musical do filme, João Falcão. A banda ainda conta com os músicos João Victor (baixo elétrico), Marcelo (guitarra) e Fonseca (bateria).

### Faixas
1. "Você Não Me Ensinou a Te Esquecer" - Autoria de Fernando Mendes, interpretada por Caetano Veloso (tema de Lisbela e Leléu)
2. "A Dança das Borboletas" - Zé Ramalho e Sepultura (tema de Leléu)
3. "A Dama de Ouro" - Zéu Britto (tema de Francisquinha e Cabo Citonho)
4. "Para o Diabo os Conselhos de Vocês" - Clarice Falcão e Os Condenados
5. "Espumas ao Vento" - Elza Soares (tema de Inaura e Frederico Evandro)
6. "A Deusa da Minha Rua" - Geraldo Maia e Yamandú Costa (tema de Lisbela)
7. 'Oh! Carol" - Caetano Veloso e Jorge Mautner (tema de Lisbela e Douglas)
8. "O Amor é Filme" - André Moraes e João Falcão cantado por Lirinha (tema final do filme)
9. "Lisbela" - Los Hermanos (tema de Lisbela)
10. "O Matador" - André Moraes e Sepultura (tema de Frederico Evandro)
11. "O Boi" -André Moraes e João Falcão e (tema da cena do boi)
12. "O Amor é Filme" (Instrumental) -André Moraes e João Falcão
13. "Lisbela" (Bônus Track) - Trio Forrozão
14. "O Radinho de Pilha" - Genival Lacerda (tema da traição)

## Prêmios e indicações
- Recebeu dois prêmios no Grande Prêmio Cinema Brasil: melhor ator (Selton Mello) e melhor trilha sonora (André Moraes).
- Teve ainda dez indicações de melhor filme, melhor diretor, melhor ator coadjuvante (Bruno Garcia e Tadeu Mello), melhor atriz coadjuvante (Virginia Cavendish), melhor roteiro adaptado, melhor figurino, melhor maquiagem, melhor montagem e melhor som.